# Lars Pleidrup
Lars Pleidrup (Væggerløse, 13 agosto 1981) è un allenatore di calcio ed ex calciatore danese di ruolo difensore o centrocampista, tecnico del Nykøbing.